# Allenport
Allenport é um distrito localizado no estado norte-americano de Pensilvânia, no Condado de Washington.

## Demografia
Segundo o censo norte-americano de 2000, a sua população era de 549 habitantes.
Em 2006, foi estimada uma população de 522, um decréscimo de 27 (-4.9%).

## Geografia
De acordo com o United States Census Bureau tem uma área de
5,5 km², dos quais 5,1 km² cobertos por terra e 0,4 km² cobertos por água.

## Localidades na vizinhança
O diagrama seguinte representa as localidades num raio de 4 km ao redor de Allenport.